# 랴오궁좡역
랴오궁좡역(중국어: 廖公庄站)은 중국 베이징시 하이뎬구 쓰지칭 지구 톈춘로·주산로 교차로에 위치한 베이징 지하철 6호선의 지하철역이다. 2018년 12월 30일 6호선 서쪽 연장 개통과 함께 개장하였다.

## 위치
랴오궁좡역은 서4환로 외곽, 톈춘로(동서 방향)와 주산로(남북 방향)가 교차점에 위치하여 동서 방향으로 배치되어 있다.

## 역 구조

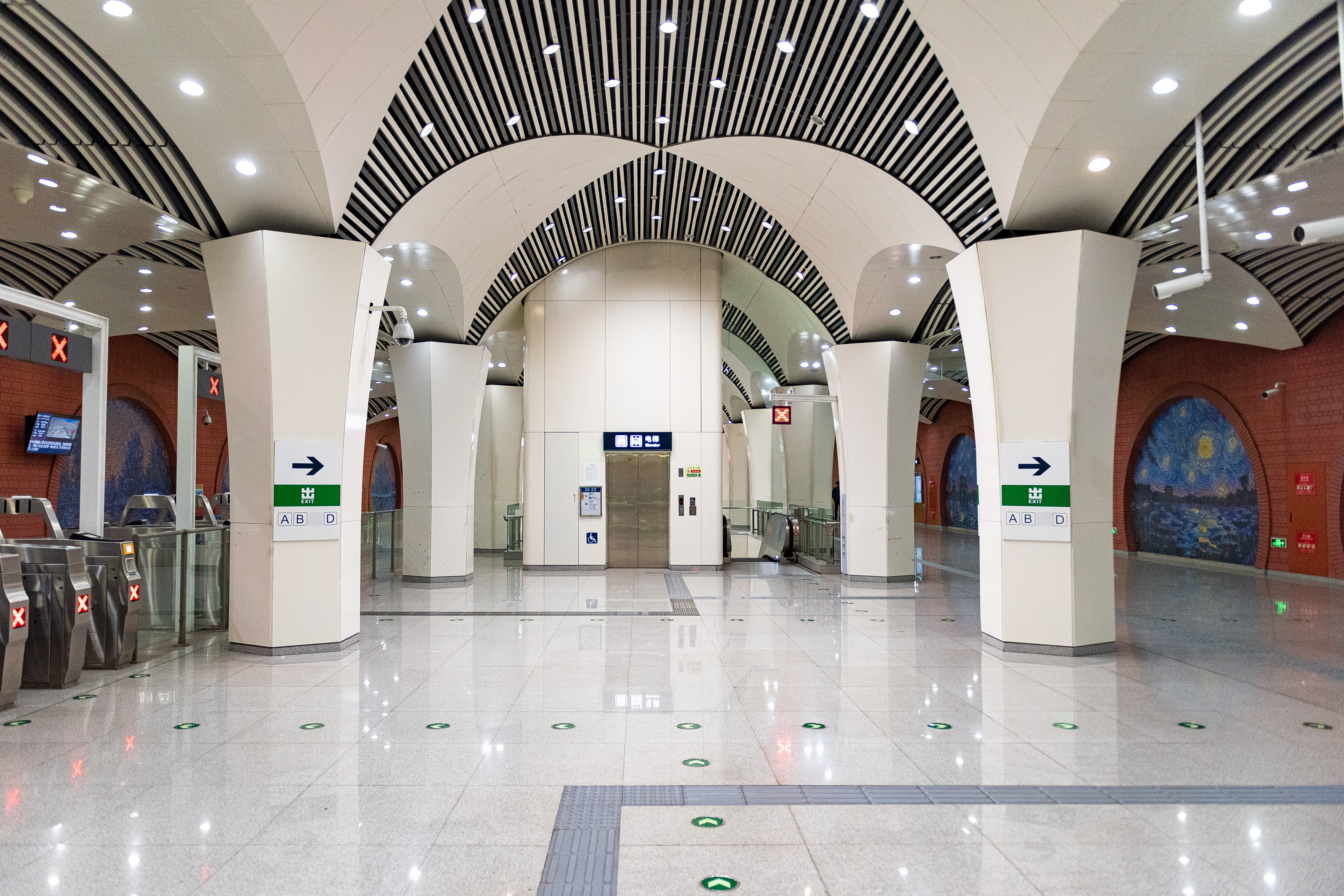
대합실 양쪽에 장식된 예술 벽화 "하당월색《荷塘月色》"

랴오궁좡역은 지하 굴착을 위해 PBA 공법을 사용하여 건설된 지하 2층의 역이다. 본체는 2기둥, 3경간 구조로 총 건축 면적은 17,576㎡이다. 역사 구조물은 7 ~ 10m의 흙으로 덮여 있고, 바닥은 약 23m 깊이로 매설되어 있다. 승강장 폭이 14m인 1면 2선 섬식 승강장 구조를 채택했다.

### 층별 구조
| 지면층             | 가도                            | A—D출입구                          |
| 지하 1층 대합실 층 | 대합실                          | 고객센터, 자동 발매기, 출입 게이트 |
| 지하 2층 승강장 층 | ←                               | ■ 6호선 진안차오 방면 (시황춘)     |
| 지하 2층 승강장 층 | 섬식 승강장, 왼쪽 출입문이 열림 |                                    |
| 지하 2층 승강장 층 | →                               | ■ 6호선 루청 방면 (톈춘)           |

## 출입구
이 역은 3개의 출입구가 있다.
|                         |                |           |      |             |
| 출구                    | 지시           | 출구 인근 | 사진 | 무장애 시설 |
| 出口 · A                | 주산로(巨山路) |           |      | 빈칸        |
| 出口 · B                | 톈춘로(田村路) |           |      | 빈칸        |
| 出口 · D                | 톈춘로(田村路) |           |      |             |
| 아이콘 설명: 엘리베이터 |                |           |      |             |